# Boris Grebenshchikov
Borís Borísovich Grebenschikov (en ruso: Бори́с Бори́сович Гребенщико́в;  27 de noviembre de 1953 en Leningrado), conocido también como Borís Grebenschikov o Borís Purushottama Grebenschikov, es un músico y compositor ruso, reconocido por ser uno de los miembros más prominentes de la generación considerada como los "padres fundadores" de la música rock rusa. Tanto por su contribución personal como por el éxito indiscutible y duradero de su principal proyecto, el grupo Aquarium (activo desde 1972), es un nombre muy conocido en Rusia y en gran parte de la antigua Unión Soviética. A menudo se le llama por sus iniciales "BG", el "Abuelo del Rock Ruso" o el "Bob Dylan Ruso".

## Primeros años (1953-1979)
Boris Grebenshchikov nació el 27 de noviembre de 1953 en Leningrado, actual San Petersburgo. Cofundó la banda de rock Aquarium en 1972 con un amigo de la infancia, Anatoly "George" Gunitsky, como un proyecto posmodernista centrado en el teatro que incluía poesía y música. Gunitsky se encargó de aportar letras absurdas y altamente simbólicas a algunas de las primeras canciones de la banda.
Grebenshchikov fue aceptado en la prestigiosa Universidad Estatal de Leningrado. Sus actividades musicales comenzaron a ocupar la mayor parte de su tiempo, por lo que comenzó a faltar a los exámenes y a reprobar las clases. A pesar de obtener un eventual título en Matemáticas Aplicadas, Grebenshchikov siempre había sido un voraz consumidor cultural, especialmente de música. Sus años escolares de enamoramiento con los Beatles se extendieron eventualmente para incluir una profunda apreciación de Bob Dylan, algo que lentamente transformó a Aquarium en una banda de blues eléctrico con toques de reggae acústico. La primera canción que Grebenshchikov logró tocar en su guitarra fue la exitosa "Ticket to Ride" de los Beatles, y en su primera actuación pública en solitario en 1973 interpretó una canción del solista Cat Stevens.
Los primeros seis años de la historia de Aquarium carecieron de cohesión, ya que Grebenshchikov y sus diversos compañeros de banda siguieron el equivalente soviético del estilo de vida hippie: tocando en recintos privados, bebiendo vino de baja calidad y viajando intermitentemente a conciertos remotos, incluso haciendo saltos a trenes de carga para transportarse.
El régimen del Partido Comunista de la Unión Soviética desaprobaba este estilo de vida; las instalaciones de grabación decentes estaban fuera del alcance porque los experimentos de autoexpresión no estandarizados se suprimían rutinariamente como una cuestión política. Algunas grabaciones caseras de dos pistas que se realizaron durante esos años  fueron por necesidad extremadamente poco profesionales, pero ya mostraban el ingenio fuera de tono, la erudición vistosa, y un interés penetrante en el pensamiento y el misticismo oriental que eventualmente se convirtieron en las marcas registradas del músico ruso.
El año 1976 también vio la grabación del primer álbum en solitario de BG, On the Other Side of the Mirror Glass (S toy storony zerkal'nogo stekla), y un álbum dual con otro prominente músico en desarrollo, Mike Naumenko, All Brothers are Sisters (Vse brat'ya - sestry).

## Años clásicos (1980-1988)

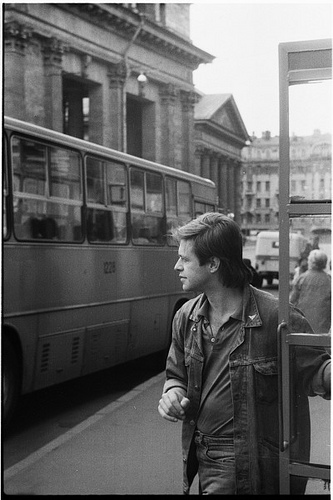
El músico en 1987.

La gran oportunidad de BG (o, en retrospectiva, el momento decisivo para él y para la banda), sin embargo, llegó en 1980, cuando Artemy Troitsky, el primer crítico público de rock ruso y la figura clave en la carrera de muchos músicos de rock de ese país, invitó a Aquarium a actuar en el Festival de Rock de Tiflis.
El festival fue un intento autorizado por el estado de canalizar el entonces floreciente movimiento de la música rock rusa en un recinto controlable. En él se presentaron una serie de bandas de rock aprobadas por el gobierno, pero también Aquarium. Tras una actuación escandalosa de la banda, BG perdió su trabajo y su membresía en el Komsomol, la Liga Juvenil Comunista.
El perfil underground de la banda, sin embargo, continuó aumentando fuertemente durante los siguientes siete años, a pesar de la llegada de la perestroika y de Mijaíl Gorbachov. Esto se debió tanto al talento como a la escasez de oferta - la música rock occidental seguía estando oficialmente prohibida en ese momento. Durante la grabación de los primeros cinco álbumes, la banda contrató al guitarrista Alexander Lyapin, considerado uno de los mejores guitarristas de rock de origen ruso, al pianista Sergey Kuryokhin, conocido por la impresionante velocidad y virtuosismo de su forma de tocar y por su ilimitada experimentación vanguardismo, y a Igor Butman, un saxofonista de jazz de clase mundial y uno de los reyes reinantes del jazz soviético.
La primera exposición de Aquarium afuera de la Unión Soviética ocurrió en 1986 cuando un álbum doble titulado Red Wave, 4 Underground Bands from the USSR apareció en las tiendas de discos de los Estados Unidos. Además de Aquarium, otras tres bandas, Kino, Strange Games y Alisa fueron grabadas en una máquina de cuatro pistas, sacadas de contrabando del país y lanzadas por un pequeño sello discográfico de Hollywood. Durante este tiempo, las bandas de la Unión Soviética eran sancionadas oficialmente o no se les permitía tocar en público o grabar en estudios profesionales. En 1986, cuando el disco fue lanzado en América, Aquarium era inmensamente popular en toda la Unión Soviética, pero fueron obligados a tocar en clubes underground y en reuniones privadas.
Cuando Aquarium se disolvió en medio de una disputa interna en 1991, tenían once discos "oficiales" en su haber y eran considerados una leyenda viva del rock ruso. El propio BG fue comparado con Bob Dylan, por su estilo y por la importancia que tuvo en la música popular. La canción "Railway water" ("Zheleznodorozhnaya voda") del álbum 1981 Blue (Siniy albom), por ejemplo, es una viva imagen de "It Takes a lot to Laugh Off" del álbum de Dylan de 1965 Highway 61 Revisited.

## Aventura occidental (1988-1990)
La perestroika marcó el comienzo de una nueva era de oportunidades para los músicos de rock; varios de los más prominentes obtuvieron oportunidades en el mundo occidental. BG no fue la excepción, pues se puso en contacto con el músico y productor Dave Stewart (de la agrupación Eurythmics) para que produjera su disco en solitario Radio Silence. El disco, publicado en 1989, contó con la colaboración de músicos occidentales como Annie Lennox, Billy MacKenzie y Chrissie Hynde. El sencillo "Radio Silence" fue su mayor éxito fuera de Rusia, alcanzando el número 7 en la lista Billboard Hot Modern Rock Chart en los Estados Unidos en agosto de 1989.
El nombre del disco demostró ser muy irónico, ya que no logró tener éxito en las listas dedicadas a álbumes. Parte del fracaso puede atribuirse al hecho de que, a diferencia de la cultura angloamericana del rock-n-roll, la tradición de las canciones rusas hace mucho hincapié en la complejidad lírica por encima de los coros pegajosos, lo que refuerza las comparaciones no del todo injustas entre BG y Bob Dylan.
BG publicó otro álbum en inglés en 1996, Radio London, con demos grabadas entre 1990 y 1991.

## Reconquista de Rusia (1991-1996)
Desilusionado con la imposibilidad de exportar la tradición de la escritura de canciones rusas a occidente, BG regresó a Rusia y entró en una fase de retorno a sus raíces. En el año 1992 publicó Russian Album (Russkiy al'bom), respaldado por una nueva banda. El álbum incluía una serie de canciones muy "rusas", tanto en la letra como en la melodía, y en un principio no fue muy bien recibido por el público (sin embargo, en retrospectiva, es considerado por la mayoría de los críticos como uno de sus mejores discos).
A pesar del desafío, la marca Aquarium era demasiado fuerte para evitarla e incluso los dos siguientes álbumes, se publicaron bajo el nombre de la agrupación. Los siguientes tres álbumes de la banda (álbumes en solitario de BG publicados bajo la marca de la banda) - Navigator, Snow Lion e Hyperborea - también tienen un toque ruso estilizado. Navigator es ampliamente reconocido como un ejemplo clásico de composición rusa, aunque con notables toques de blues y chanson francesa.

## Retorno a las raíces (1997-2019)
Sin embargo, a partir de 1997, el nacionalismo ruso parece haberse agotado para BG. Su álbum de 1997, Lilith, sigue siendo mayormente ruso en su tema lírico, pero está grabado, a modo de encuentro casual, con la antigua banda de respaldo de su ídolo Dylan, The Band. En 1998 BG, que por entonces se estaba estableciendo como un clásico de culto en Rusia, tocó un espectáculo acompañado solamente de su guitarra, interpretando canciones de los años 1970 y 1980 ante un pequeño público en un bar de San Francisco, y decidió volver a las raíces del reggae y el rock-n-roll.
Psi de 1999 presenta justamente eso, interpretado a través de una lente postmoderna con un amplio y muy inventivo uso de samplers activados por el teclado. Sister Chaos (Sestra Haos) de 2002, Fisherman's Songs (Pesni rybaka) de 2003 y ZOOM ZOOM ZOOM de 2005 presentan la misma idea, matizada con toques de ritmos armenios (Dzhiván Gasparián en "Bloom of the North"), indios (la totalidad de las canciones de Fisherman) y africanos (algunas canciones de ZOOM ZOOM ZOOM). A pesar de que todas ellas han sido editadas bajo la marca Aquarium, es evidente que Aquarium es simplemente "la gente que toca con Grebenshikov".

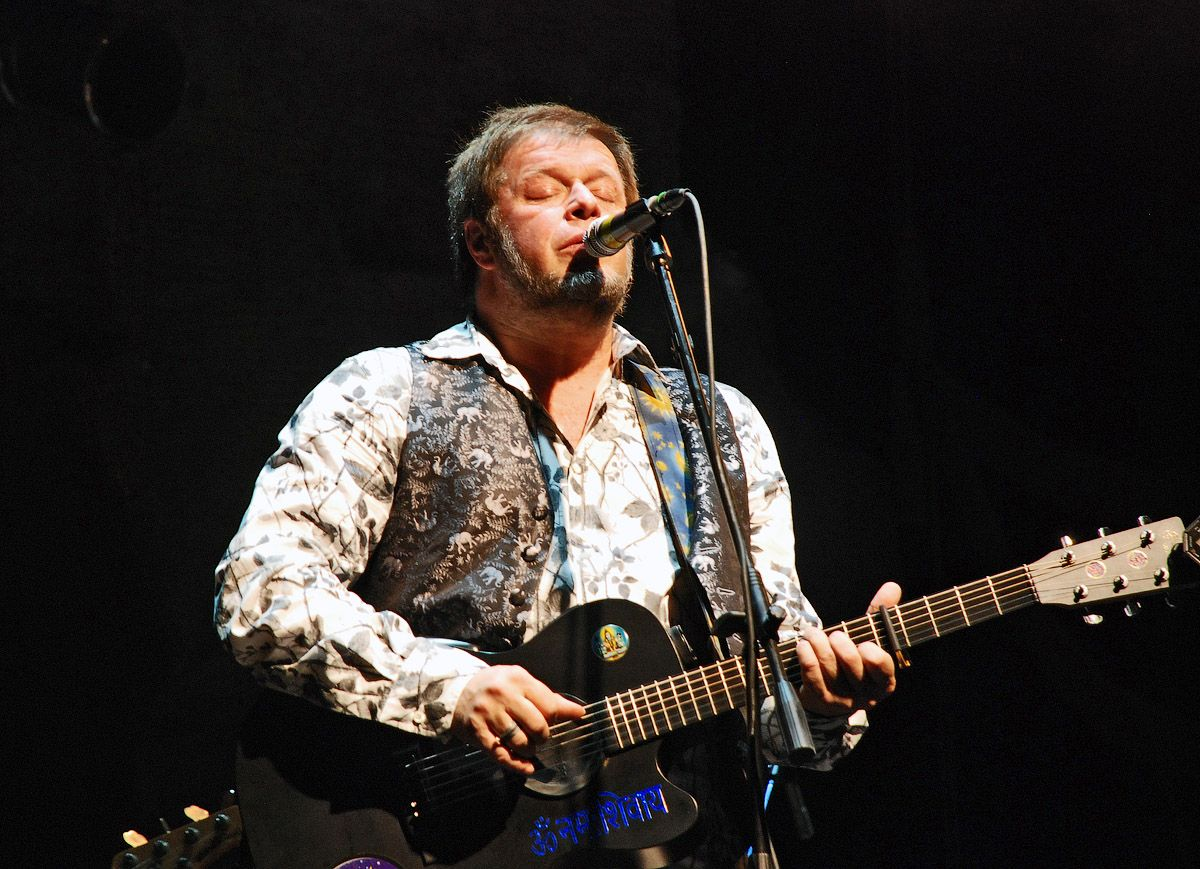
Grebenshchikov con Aquarium en 2009.

Con un toque muy atractivo de sobrecompensación, ya que la tecnología y los fondos habían empezado a permitirlo, en algún momento de los años 1990 BG se había vuelto consciente de la calidad de sus discos. Como el estado de la ingeniería de sonido en Rusia dejaba mucho que desear, había empezado a hacer grabaciones en estudios de Londres. Navigator, un álbum predominantemente acústico con una mezcla muy refinada, hizo que BG vendiera su coche y parte de su colección de guitarras para cubrir los costes de publicación.
En 2014 publicó Salt, "uno de los mejores álbumes de la larga carrera de BG, una obra sorprendente y visceral que hace honor a su apodo: terrenal, vital, mordaz, que mejora la vida".
En 2019, el cortometraje Dark like the Night. Karenina-2019, incluyó la canción de Grebenschikov "Dark Like the Night".

## Radio "Aerostat"
Desde 2005 Grebenshikov tiene su propio programa de radio semanal en la estación rusa "Radio Rossii", titulado Aerostat (en ruso: Аэростат). Se presenta como "programa de autor de Boris Grebenshchikov" y es creado y presentado por el músico. Su intención es presentar artistas muy poco populares, a pesar de su valor artístico y su originalidad. Se trata sobre todo de música independiente que, como dice el mismo Boris, de otra manera no se tocaría en absoluto. La gama de canciones de Aerostat varía desde el rock de los años 1960 y 1970 (The Beatles, Bob Dylan, entre otros) hasta el reggae, el new wave, el rock alternativo, la electrónica, el punk, el jazz y la música clásica. Hasta diciembre de 2008 se crearon y transmitieron casi 200 programas, cada uno de aproximadamente 46 minutos de duración. Las listas de canciones y los guiones de todos los programas están disponibles en el sitio oficial de Aquarium y BG.

## Religión y misticismo
BG también es conocido como un estudiante de la religión y el misticismo. Tradujo varios libros hindúes y budistas para su publicación en ruso, viajó mucho por el oriente y es amigo de importantes celebridades espirituales. Está igualmente familiarizado con la tradición ortodoxa rusa (el sitio web de Aquarium ha hecho un llamamiento para el descubrimiento de reliquias ortodoxas durante años), y solía mezclarlas libremente en sus letras. La canción "Russian Nirvana" ("Russkaya Nirvana") del disco Kostroma Mon Amour, por ejemplo, contiene una referencia a "sentarse en la postura de loto en medio del Kremlin", marcando una unión entre ambas culturas. Su implacable promoción del budismo tibetano en la década de 1990 y su tendencia a utilizar la lógica de origen budista con toques de absurdo para evitar responder a las preguntas en las entrevistas lo distinguen bastante de otros artistas rusos.
BG también tradujo varios textos budistas e hindúes al ruso, entre ellos:
- Chökyi Nyima Rinpoche (hijo de Tulku Urgyen Rinpoche) - Bardo Guidebook, 1995.
- Tulku Urgyen Rinpoche - Repeating Words of the Buddha, 1997.
- Tulku Urgyen Rinpoche - Rainbow Painting, 1999.
- Shibendu Lahiri - Kriyā yoga, 2003.
- Katha Upanishad, Upanishad, 2005.

## Producción

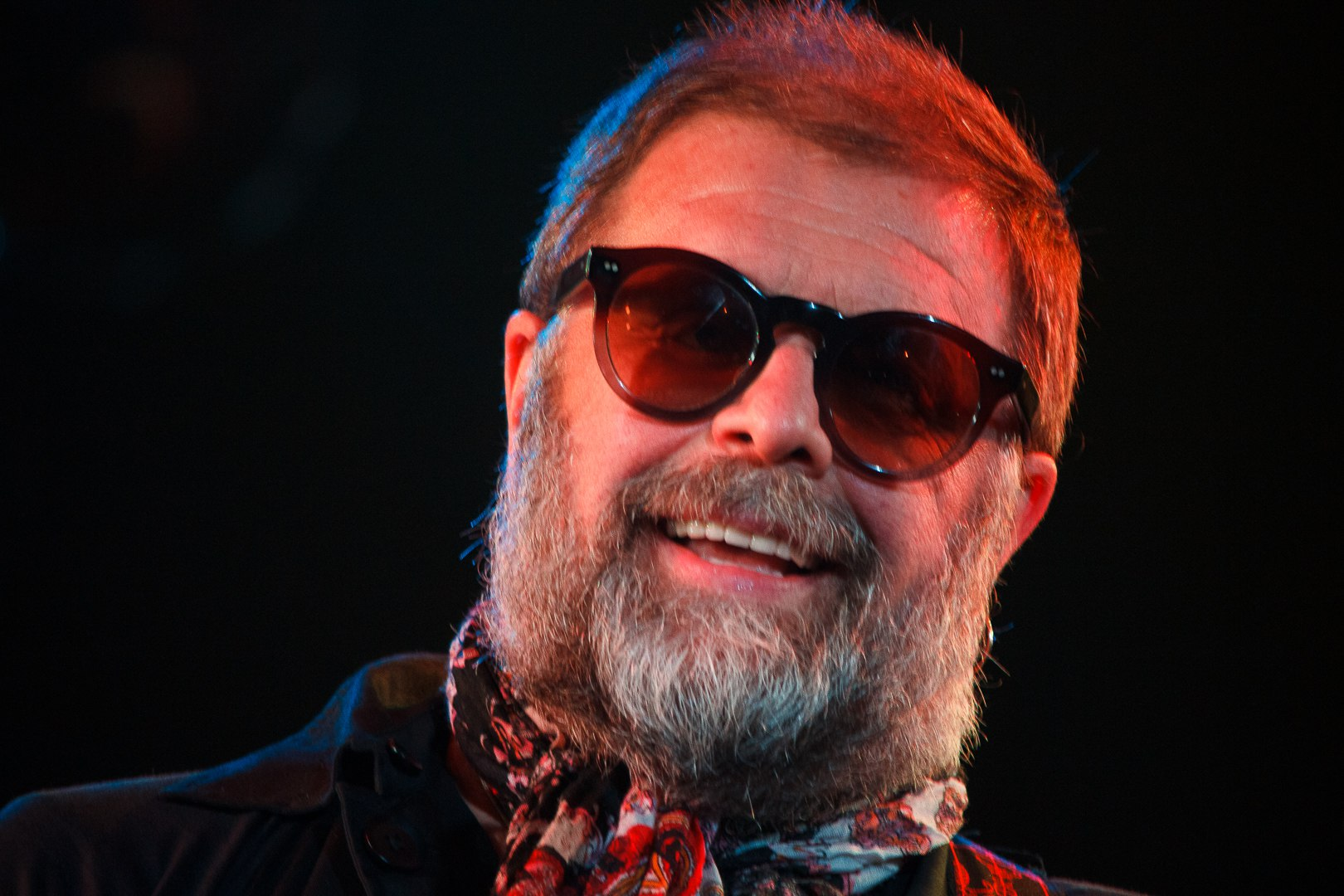
El músico en 2016.

Las letras de Grebenshchikov son a menudo eclécticas, y pueden incluir el budismo, la ortodoxia rusa y el consumo de alcohol. El disco Psi de 1999 contiene detalladas referencias a temas tan diversos como la cultura samurai, Jesucristo y al almacenamiento de datos en los discos duros, manteniendo al mismo tiempo una estrecha cohesión lírica.
A lo largo de su carrera, escribió más de 500 canciones, la mayoría de las cuales fueron grabadas y/o interpretadas públicamente. Hay 21 álbumes en su discografía oficial, aproximadamente 12 "no oficiales", y otros tantos en vivo. Además, BG grabó álbumes de versiones con material de dos prominentes compositores rusos, Alexander Vertinsky (Songs of A.Vertinsky, 1994) y Bulat Okudzhava (Songs of B.Okudzhava, 1999), dos álbumes de música de mantra con Gabrielle Roth y The Mirrors, (Refuge de 1998 y Bardo de 2002), y un álbum de versiones electrónicas de canciones de Aquarium con el dúo ruso Deadushki. También se le acredita en discos de las bandas rusas Nautilus Pompilius, Mashina Vremeni y Kino, así como en los grupos británicos Shakespears Sister y Kate St John.

## Discografía

### En ruso
- Russian Album (1991)
- Songs by Alexander Vertinsky (1994)
- Chubchik (1996)
- Lilith (1997) con The Band
- Refuge (1998) con Gabrielle Roth
- Songs by Bulat Okudzhava (1999)
- Bardo (2002) con Gabrielle Roth
- Salt (2014)
- Vremya N (2018)

### En inglés
| Título        | Detalles                                                       | Listas de éxitos |
| Título        | Detalles                                                       | EE. UU.          |
| ------------- | -------------------------------------------------------------- | ---------------- |
| Radio Silence | - Publicación: 1989 - Discográfica: Columbia - Formato: LP, CD | 198              |
| Radio London  | - Publicación: 1996                                            |                  |

### Sencillos
| Año  | Título          | Posición en las listas | Posición en las listas | Posición en las listas  | Posición en las listas | Álbum         |
| Año  | Título          | EE. UU. Hot 100        | EE. UU. Modern Rock    | EE. UU. Mainstream Rock | R.U.                   | Álbum         |
| ---- | --------------- | ---------------------- | ---------------------- | ----------------------- | ---------------------- | ------------- |
| 1989 | "Radio Silence" | –                      | 7                      | 44                      | –                      | Radio Silence |